# Atholus nitidissimus
Atholus nitidissimus (лат.) — вид жуков-карапузиков из подсемейства Histerinae (триба Histerini, Histeridae). Встречается в Юго-Восточной Азии: эндемик Филиппин.

## Описание
Мелкие жуки-карапузики, длина тела около 3 мм. Тело почти круглое, выпуклое, чёрное; голени и усики красновтао-коричневые. Atholus nitidissimus можно отличить от близких видов по почти округлому телу и отсутствию срединных бороздчатых полос надкрылий. Судя по изображениям двух исследованных синтипов, этот вид чётко выделяется по рисунку дорсальной надкрыльной полосатости, отличаясь от других видов отсутствием пятой или сутуральной надкрыльной полоски. Atholus nitidissimus похож на A. coelestis, хотя его размеры сравнительно меньше, чем у других исследованных видов. Биология неизвестна.

## Классификация
Вид был впервые описан в 1925 году в составе рода Atholus (Histerinae, триба Histerini).